# Proteína G heterotrimérica
La proteína G heterotrimérica, también denominada a veces proteínas G "grandes" (a diferencia de la subclase de GTPasas pequeñas monoméricas más pequeñas) son un tipo de proteínas G asociadas a la membrana que forman un complejo heterotrimérico con sus receptores. La mayor diferencia no estructural entre la proteína G heterotrimérica y monomérica es que las proteínas heterotriméricas se unen directamente a sus receptores de superficie celular, llamados receptores acoplados a proteína G (GPCR, por sus siglas en inglés). Estas proteínas G están formadas por un trímero de subunidades alfa (α), beta (β) y gamma (γ), denominadas Gα, Gβ, y Gγ respectivamente. La subunidad alfa está unida a guanosín trifosfato (GTP) o a guanosín difosfato (GDP), los cuales funcionan como un interruptor de encendido y apagado para la activación de la proteína G. Por ejemplo, se vuelven inactivas cuando se enlazan (reversiblemente) a un GDP (o alternativamente, a ningún nucleótidos de guanina) pero se vuelven activas cuando se unen a un GTP.

## Función
Cuando los compuestos que sirven de ligandos se unen a un GPCR, este adquiere la capacidad factor intercambiador de nucleótido de guanina (GEF), activando la proteína G al intercambiar el GDP en la subunidad alfa por el GTP a nivel de su dominio citoplasmático. La unión de GTP a la subunidad alfa da como resultado un cambio estructural en el GPCR y su disociación del resto de la proteína G. En general, la subunidad alfa se une a las proteínas efectoras unidas a la membrana para la cascada de señalización posterior, pero el complejo beta-gamma también puede llevar a cabo esta función. Las proteínas G están involucradas en vías como la vía cAMP/PKA, canales iónicos, MAPK, PI3K.

### Activación
Las proteínas G heterotriméricas son proteínas reguladas alostéricamente por receptores acoplados a proteínas G en la membrana celular. Hay cuatro familias principales de proteínas G: Gi/Go, Gq, Gs y G12/13.
Pueden ser activados cíclicamente por estos receptores:
1. En estado inactivo existen como un heterotrímero que consta de una subunidad α, β y γ. En este estado, el PIB está ligado.
2. Este heterotrímero puede unirse a un receptor.
3. La activación de un receptor acoplado a proteína G conduce a la activación del heterotrímero unido y, por lo tanto, a un intercambio de GDP por GTP. Esto implica factores de intercambio GTP (GEF).
4. El heterotrímero pierde su estabilidad a través del GTP unido. Esto da como resultado un cambio conformacional de la proteína G heterotrimérica o su descomposición en una subunidad GTP-α y βγ.
5. La subunidad α es una GTPasa regulada alostéricamente que es activada por proteínas activadoras de GTPasa. Cataliza la hidrólisis del GTP unido a GDP.[2]
6. Las subunidades GDP-α y las subunidades βγ pueden reasociarse.

### Activación de vías de transducción de señales aguas abajo
Las proteínas G activadas pueden influir en las vías de transducción de señales aguas abajo en el interior celular. Las subunidades α pueden, por ejemplo, activar o inhibir a la adenilil ciclasa y así cambiar la concentración del segundo mensajero monofosfato de adenosina cíclico (cAMP). Además, pueden activar fosfolipasas y proteínas quinasas o modular los canales iónicos . La subunidad βγ también puede ser importante en la regulación de segundos mensajeros; algunos efectores, como ciertos canales iónicos, están directamente regulados por subunidades βγ. Un efecto medible se desencadena directa o indirectamente al cambiar la concentración del segundo mensajero.

## Estructura
La proteína G heterotrimérica tiene tres subunidades: α (40.000 - 45.000 Da), β (37.000 Da) y la más pequeña subunidad γ (8.000 - 10.000 Da) codificados por varios genes. La subunidad α es codificada por al menos 22 genes distintos. La subunidad β es codificada por al menos 5 genes, mientras que la subunidad γ la codifican unos 12 genes. En su estado inactivo, las subunidades están unidas mientras que las subunidades βγ suelen permanecer juntas en estados activos de la proteína G.

### Subunidades alfa

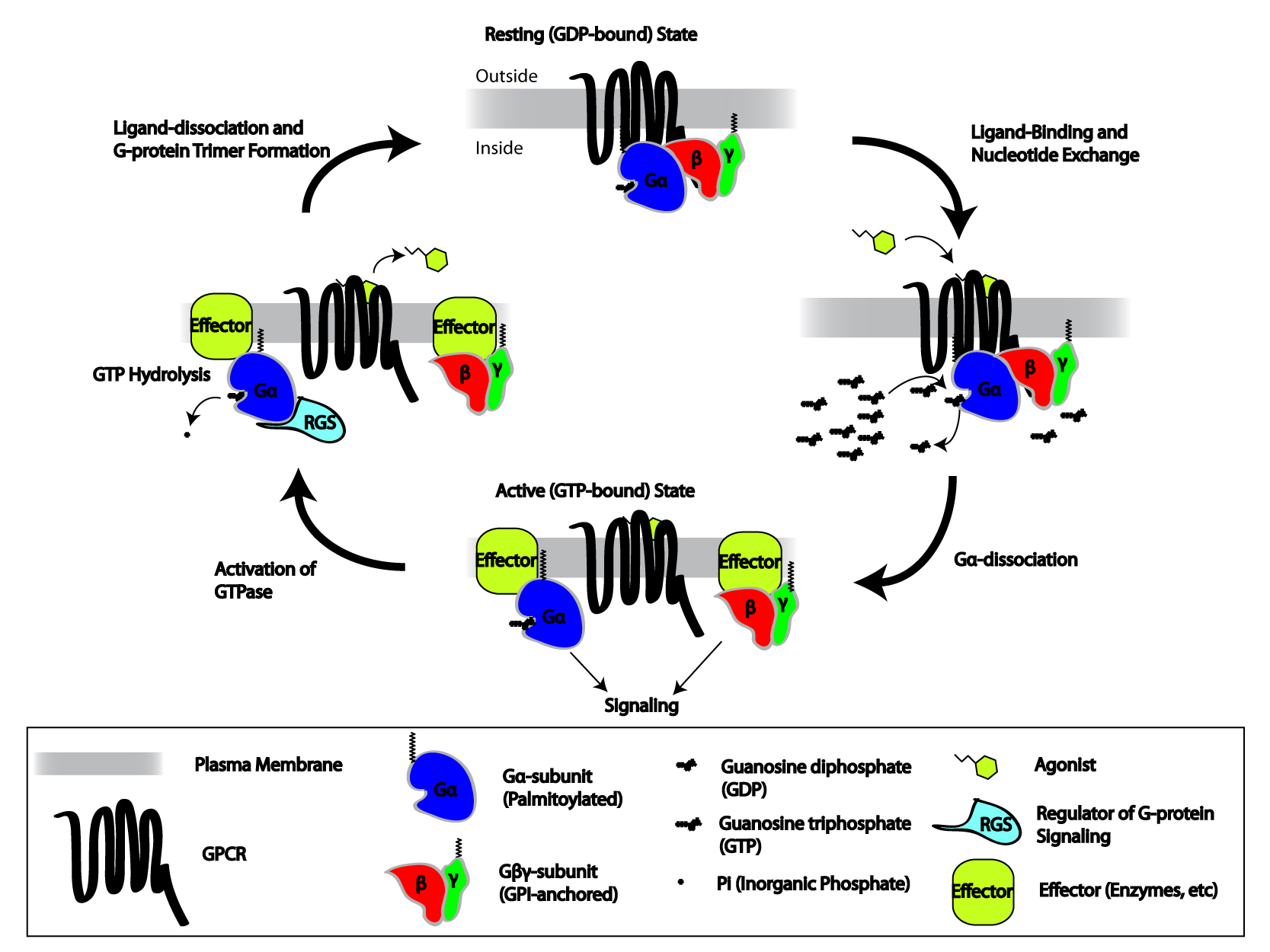
El papel de la proteína G en una vía activada por receptor acoplado a proteína G

Los experimentos de reconstitución proteicas llevados a cabo a principios de los años 1980 mostraron que las subunidades Gα purificadas pueden activar directamente las enzimas efectoras. La forma GTP de la subunidad α de la transducina (Gt) activa la fosfodiesterasa GMP cíclica de los segmentos externos de los bastones de la retina, y la forma GTP de la subunidad α de la proteína G estimulante (Gs) activa la adenilato ciclasa sensible a hormonas. Más de un tipo de proteína G coexiste en el mismo tejido. Por ejemplo, en los tejidos adiposos, se utilizan dos proteínas G diferentes con complejos beta-gamma intercambiables para activar o inhibir la adenilil ciclasa. La subunidad alfa de una proteína G estimulante activada por receptores de hormonas estimulantes podría estimular la adenilil ciclasa, que activa el AMPc que se utiliza para las cascadas de señalizaciones aguas abajo. Mientras que, por otro lado, la subunidad alfa de una proteína G inhibidora activada por receptores de hormonas inhibidoras podría inhibir la adenilil ciclasa, que bloquea las cascadas de señales aguas abajo.
Las subunidades Gα constan de dos dominios, el dominio GTPasa y el dominio alfa-helicoidal.
Existen al menos 20 isoformas de la subunidad Gα, que se se agrupan esencialmente en 4 familias: αs, αi, αq y α12/13. Esta nomenclatura se basa en sus homologías de secuencia:
| familia de proteínas G      | subunidad α             | Gene                       | Transducción de señales | Uso/Receptores (ejemplos) | Efectos (ejemplos) |
| --------------------------- | ----------------------- | -------------------------- | --- | --- | --- |
| Familia Gi (IPR001408)      |                         |                            | | | |
| Gi/o                        | αyo, αo                 | GNAO1, GNAI1, GNAI2, GNAI3 | Inhibición de la adenilato ciclasa, abre los canales de K + (a través de las subunidades β/γ), cierra los canales de Ca2 + | Muscarínicos M 2 y M 4, receptores de quimiocinas, α 2 -adrenorreceptores, receptores de serotonina 5-HT1, histamina H3 y H4, receptores tipo dopamina D 2, receptores de cannabinoides tipo 2 (CB2) | Contracción del músculo liso, actividad neuronal deprimida, secreción de interleucina por leucocitos humanos                                    |
| Gt                          | αt (transducina)        | GNAT1, GNAT2               | Activación de la fosfodiesterasa 6                                                                                         | Rodopsina | Visión |
| Ggust                       | αgust (gustducina)      | GNAT3                      | Activación de la fosfodiesterasa 6                                                                                         | Receptores del gusto | Gusto |
| Gz                          | αz                      | GNAZ                       | Inhibición de la adenilato ciclasa                                                                                         | plaquetas | Mantener el equilibrio iónico de los fluidos cocleares perilinfático y endolinfático.                                                           |
| Familia G s ( IPR000367 )   |                         |                            | | | |
| Gs                          | α s                     | GNAS                       | Activación de la adenilato ciclasa                                                                                         | beta-adrenorreceptores ; Receptores 5-HT4, 5-HT6 y 5-HT7; Receptores tipo dopamina D1, histamina H2, vasopresina V2, receptores de cannabinoides tipo 2                                              | Aumenta la frecuencia cardíaca, relaja el músculo liso, estimula la actividad neuronal, la secreción de interleucina por los leucocitos humanos |
| Golf                        | αolf                    | GNAL                       | Activación de la adenilato ciclasa                                                                                         | receptores olfativos | Oler |
| familia Gq- ( IPR000654 )   |                         |                            | | | |
| Gq                          | α q, α11, α14, α15, α16 | GNAQ, GNA11, GNA14, GNA15  | Activación de la fosfolipasa C                                                                                             | Receptores adrenérgicos α 1, muscarínicos M 1, M 3 y M 5, histamina H 1, serotonina 5-HT 2, receptores de vasopresina V1                                                                             | Contracción del músculo liso, flujo de Ca2+ |
| G12/13 -familia (IPR000469) |                         |                            | | | |
| G12/13                      | α12, α13                | GNA12, GNA13               | Activación de la familia Rho de GTPasas                                                                                    | | Funciones citoesqueléticas, contracción del músculo liso                                                                                        |

## Complejo G beta-gamma
Las subunidades β y γ están estrechamente unidas entre sí y se denominan complejo G beta-gamma.  Habitualmente se encuentran suspendidas en la membrana plasmática en unión covalente con ácidos grasos. Tanto las subunidades beta como gamma tienen diferentes isoformas, y algunas combinaciones de isoformas dan como resultado la dimerización mientras que otras combinaciones no. Por ejemplo, beta1 se une a ambas subunidades gamma mientras que beta3 no se une a ninguna. Tras la activación del GPCR, el complejo Gβγ se libera de la subunidad Gα después de su intercambio GDP-GTP.

### Función
El complejo Gβγ libre puede actuar como una molécula de señalización en sí misma, activando otros segundos mensajeros o activando directamente los canales iónicos.
Por ejemplo, el complejo Gβγ, cuando se une a los receptores de histamina, puede activar la fosfolipasa A2 . Los complejos Gβγ unidos a los receptores muscarínicos de acetilcolina, por otro lado, abren directamente los canales de potasio rectificadores internos acoplados a proteína G (GIRK). Cuando la acetilcolina es el ligando extracelular en la vía, la célula cardíaca se hiperpolariza normalmente para disminuir la contracción del músculo cardíaco. Cuando sustancias como la muscarina actúan como ligandos, la peligrosa cantidad de hiperpolarización conduce a la alucinación. Por lo tanto, el correcto funcionamiento de Gβγ juega un papel clave en nuestro bienestar fisiológico. La última función es la activación de canales de calcio tipo L, como en la farmacología del receptor H3.

### Proteínas G heterotriméricas en plantas
La señalización de proteína G heterotrimérica en plantas se desvía del modelo de metazoos en varios niveles. Por ejemplo, la presencia de G alfa extragrande, pérdida de G alfa y regulador de señalización de proteína G (RGS) en muchos linajes de plantas. Además, las proteínas G no son esenciales para la supervivencia de las plantas dicotiledóneas, mientras que son esenciales para la supervivencia de las plantas monocotiledóneas.